# Lambert Adriaan van Tetterode
Lambertus Adrianus (Lambert Adriaan) van Tetterode (Amsterdam, 25 juni 1858 - Amsterdam, 6 maart 1931) was een Nederlandse musicus en componist op het gebied van piano-, zang- en koorwerken.

## Leven
Hij was zoon van Johannes van Tetterode (inbrenger bij de Stadsbank van Lening) en Petronella Johanna Masurel (zuster van kunstschilder Johannes Engel Masurel), wonende aan de Kerkstraat. Hijzelf bleef ongehuwd.
Het zag er in eerste instantie niet naar uit dat hij in de muziekwereld ging werken. Hij werkte op een handelskantoor, maar wendde zich in 1883 tot de muziek. Hij kreeg onder meer les van Leonard van Loenen (piano), die een pianoschool bestierde, en Gustaaf Adolf Heinze (harmonieleer).  Van 1889 tot 1893 was hij leraar harmonieleraar aan die muziekschool, daarna gaf hij voornamelijk privéles en verbond zich weer later aan de particuliere muziekschool van Ary Belinfante en Simon van Adelberg.
Van Tetterode legde zich als componist vooral toe op het componeren van liederen, maar schreef ook werken voor koor en piano. Hij bewerkte tevens oud-Nederlandse volksliederen, die onder andere verschenen in Coers Liederboek. Onder de talrijke liedjes en pianowerken zijn meer bekende werken Pastorale, Weemoed en hope, De Amsterdamse jongen en Vogelnestje. Een groot aantal liederen verscheen in de bundel Kun je nog zingen, zing dan mee (1906), samengesteld door Jan Veldkamp en Klaas de Boer. Op 5 juni 1911 speelde het Concertgebouworkest zijn Suite voor strijkorkest onder leiding van Cornelis Dopper. Ook Zomerochtendliedje en Vogelnestje werden tussen 1910 en 1914 begeleid door dat orkest, maar dan onder leiding van Herman Johannes den Hertog (Concert onder auspiciën van Vereeniging tot Verbetering van den Volkszang). Andere te noemen werken zijn de Suite voor piano (opus 5. bekroond door de Nederlandse Toonkunstenaars Vereniging, een Scherzo (opus 9), Twee gedichten van Helene Swarth voor zangstem en piano, Drie vrouwenkoren (opus 18 voor a cappella vrouwenkoor), Serenade voor blaasinstrumenten en piano (opus 40, bekroond door NTV en De Amsterdamsche Jongen (opus 59, kinderzangspel).
Hij was tussen 1906 en 1931 voorzitter van het Nederlandse Muziekpedagogisch Verbond dat tijdens zijn bewind opging in de NTV. In 1928 werd hij ter gelegenheid van zijn 70ste verjaardag gehuldigd met een concert in het gebouw van de Vrije Gemeente te Amsterdam. Daarbij werd een programma uitgevoerd dat uitsluitend was samengesteld met werk van Van Tetterode, onder leiding van pianist Anton Tierie en met sopraan Jo Vincent. De Algemene Muziek Encyclopedie (1983) meldde dat zijn muziek in de loop der jaren onterecht in de vergetelheid is geraakt.

## Einde
Op de begrafenis van Van Tetterode op dinsdag 10 maart 1931 op de Nieuwe Oosterbegraafplaats te Amsterdam waren vertegenwoordigers van de Koninklijke Nederlandse Toonkunstenaars Vereniging, de Koninklijke Vereniging van het Nederlandse Lied (P.J. Meertens) en de vereniging Buma en diverse musici, waaronder vriend Anton Tierie aanwezig.
- Digitale Bibliotheek voor de Nederlandse Letteren: tett002
- International Standard Name Identifier: 0000 0003 9288 7026
- Nederlandse Thesaurus van Auteursnamen: 070032408
- Virtual International Authority File: 287040430
- WorldCat: E39PBJvmMyk69dKGXQVRMkrQbd